# القيثارة (كوكبة)

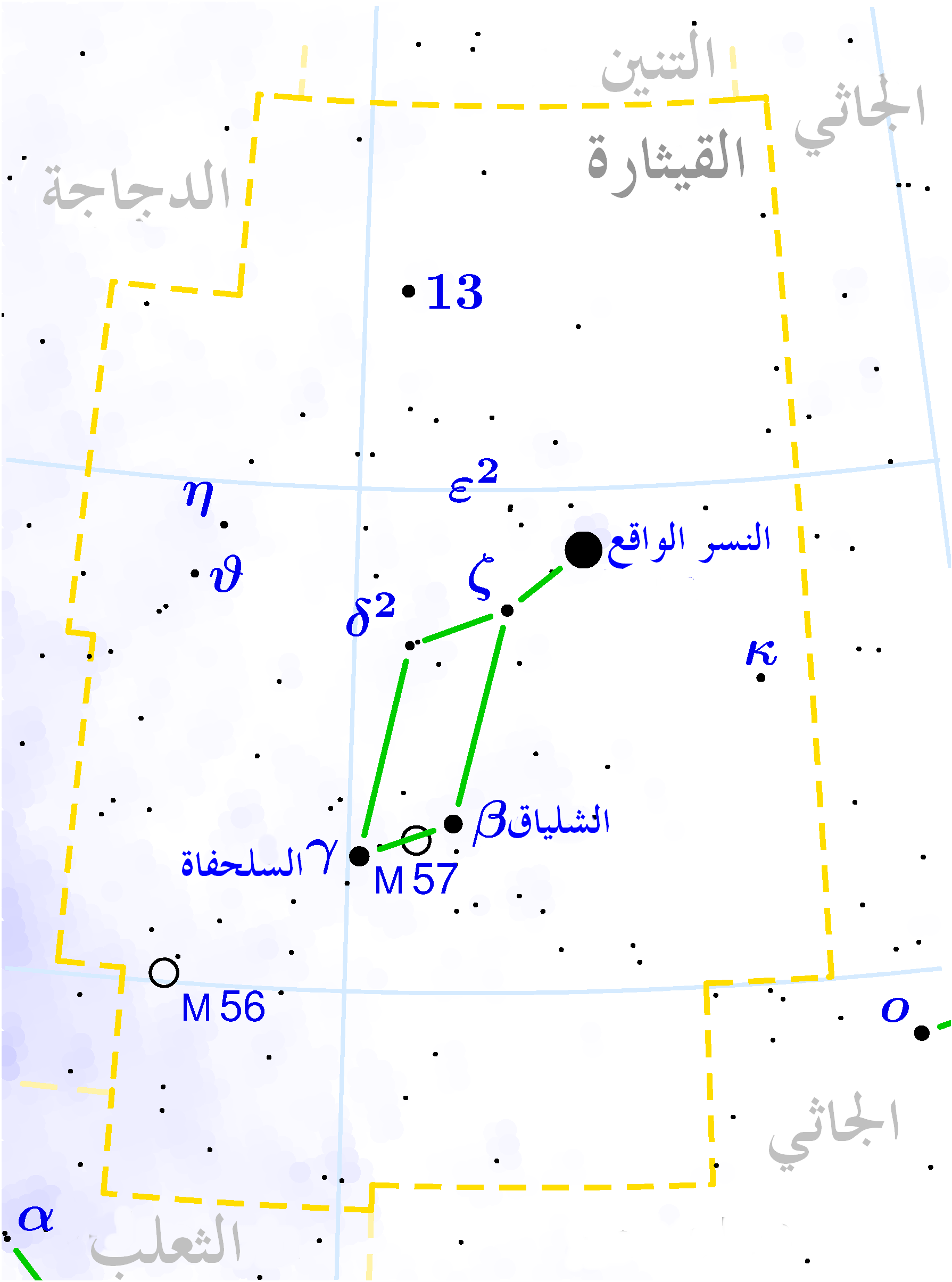
كوكبة القيثارة

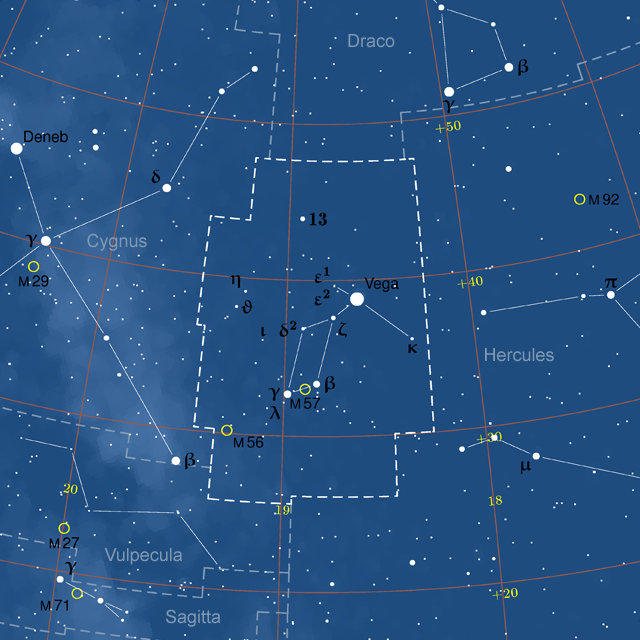
كوكبة القيثارة

كوكبة القيثارة أو الشلياق أو السِّلْيَاق أو النسر الواقع أو السلحفاة (بالإنجليزية: Lyra)‏ هي كوكبة صغيرة تقع في نصف الكرة السماوية الشمالي، إذ تبلغ مساحتها 286 درجة مربعة، وهي بذلك تحتل المرتبة 52 من حيث المساحة. ونيّرها النسر الواقع هو خامس أسطع النجوم في السماء.

## أهم النجوم بكوكبة القيثارة
- النسر الواقع
- الشلياق
- السلحفاة